# Koço Kasapoğlu
Kostas „Koço“ Kasapoğlu (griechisch Κώστας Κασάπογλου Kōstas Kasapoglou; * 15. Oktober 1935 auf der Insel Büyükada; † 5. April 2016 in Istanbul) war ein türkischer Fußballnationalspieler und -trainer griechischer Abstammung. Er spielte nahezu seine gesamte Karriere für İstanbulspor und war an einigen wichtigen Erfolgen der Vereinshistorie beteiligt. Mit 329 Erstligaeinsätzen ist er der Spieler mit den meisten Süper-Lig-Einsätzen und mit 59 Erstligatoren erfolgreichster Torschütze der Vereinsgeschichte. Aufgrund seiner sehr sicheren Elfmeterschüsse war er auch unter dem Spitznamen penaltı kralı (deutsch: Elfmeterkönig) bekannt. Um 2010 war er Vertreter der Vereinigung Unabhängiger Bauern in Serres.
1975 wanderte er nach Griechenland aus, verlagerte aber später seinen Wohnsitz teilweise wieder nach Istanbul.

## Karriere

### Verein
Im Jahre 1950 begann Kasapoğlu auf seiner Heimatinsel Büyükada im Verein Adalarspor in der Amateurliga Fußball zu spielen und wurde 1953 professioneller Fußballspieler bei Beyoğluspor. Der technische Direktor Cihat Arman stellte fest, dass er noch höher qualifiziert sei und nahm ihn 1954 in das as Team auf. Am 30. Oktober 1954 spielte Kasapoğlu sein erstes offizielles Spiel gegen Galatasaray Istanbul, und nach seinem Transfer 1956 zu İstanbulspor spielte er dort für weitere 15 Saisons. Im Sommer 1972 verließ er nach 16-jähriger Zugehörigkeit den Verein und übernahm den Istanbuler Drittligisten Taksim SK als Spielertrainer. Für die letzten Jahre seiner Karriere wählte Kasapoğlu den Sportverein Vefa Istanbul aus. Weil er zeit seines Lebens sämtliche Elfmeterschüsse bis auf einen zielgenau ins Tor schoss, erhielt er den Titel Penaltı Kralı (türkisch für "Elfmeterkönig").

### Nationalmannschaft
Am 25. November 1956 hatte er in einem Länderspiel gegen die Tschechoslowakei, das mit 1:1 endete, erstmals das Trikot der türkischen Fußballnationalmannschaft an. Kasapoğlu spielte zusätzlich am 6. November 1956 das erste und einzige Spiel in der türkischen B-Fußballnationalmannschaft gegen die B-Fußballnationalmannschaft von Spanien.

## Erfolge
Mit İstanbulspor
- Tabellenfünfter der Süper Lig: 1962/63, 1964/65
- Meister der TFF 1. Lig und Aufstieg in die Süper Lig: 1967/68